# Australobolbus carnabyorum
Australobolbus carnabyorum är en skalbaggsart som beskrevs av Henry Fuller Howden 1992. Australobolbus carnabyorum ingår i släktet Australobolbus och familjen Bolboceratidae. Inga underarter finns listade.